# Brabham BT54
Brabham BT54 (Jack Brabham and Ron Tauranac, 54 design) byl vůz formule 1 týmu Motor Racing Developments v letech 1985–1986.

## Popis
Brabham BT54 je nástupcem modelu BT52, který dovezl Nelsona Piqueta k titulu mistra světa v roce 1983. Dalším pozoruhodným prvkem je motor, který připravila mnichovská fabrika BMW. Na rozdíl od konkurence, byl motor BMW řadový 4 válec. Brabham BT54 dosáhl jen jediného vítězství a to ve francouzské GP 1985.

## Hlavní sponzoři
BMW, Ferodo, Olivetti, Pernod, Pirelli, Emporio Armani

## Technická data
- Motor: BMW M12/13
  - L4
  - Objem: 1499 cc
  - Vstřikování Bosch
  - Palivový systém Kugelf
  - Palivo Castrol
  - Výkon: 900 kW/10 500 otáček
  - Převodovka: Brabham/Hewland 6stupňová.
  - Pneumatiky: Pirelli
  - Hmotnost 540 kg

## Piloti
- Francois Hesnault
- Riccardo Patrese
- Nelson Piquet
- Marc Surer

## Kompletní výsledky ve formuli 1
| Legenda k tabulce | Legenda k tabulce                                                                       |
| Barva             | Výsledek                                                                                |
| ----------------- | --------------------------------------------------------------------------------------- |
| Zlatá             | Vítěz                                                                                   |
| Stříbrná          | 2. místo                                                                                |
| Bronzová          | 3. místo                                                                                |
| Zelená            | Bodované umístění                                                                       |
| Modrá             | Nebodované umístění                                                                     |
| Modrá             | Dokončil neklasifikován (NC)                                                            |
| Fialová           | Odstoupil (Ret)                                                                         |
| Červená           | Nekvalifikoval se (DNQ)                                                                 |
| Červená           | Nepředkvalifikoval se (DNPQ)                                                            |
| Černá             | Diskvalifikován (DSQ)                                                                   |
| Bílá              | Nestartoval (DNS)                                                                       |
| Bílá              | Závod zrušen (C)                                                                        |
| Světle modrá      | Pouze trénoval (PO)                                                                     |
| Světle modrá      | Páteční testovací jezdec (TD)                                                           |
| Bez barvy         | Netrénoval (DNP)                                                                        |
| Bez barvy         | Vyřazen (EX)                                                                            |
| Bez barvy         | Nepřijel (DNA)                                                                          |
| Bez barvy         | Odvolal účast (WD)                                                                      |
| Bez barvy         | Nezúčastnil se (prázdné)                                                                |
| Označení          | Význam                                                                                  |
| Tučnost           | Pole position                                                                           |
| Kurzíva           | Nejrychlejší kolo                                                                       |
| †                 | Jezdec nedojel do cíle, ale byl klasifikován, protože odjel více než 90 % délky závodu. |
| ‡                 | Byl udělován poloviční počet bodů, protože bylo odjeto méně než 75 % délky závodu.      |
| Horní index       | Umístění bodujících jezdců ve sprintu                                                   |

| Rok  | Šasi         | Motor              | Pneu | Jezdci            | 1   | 2   | 3   | 4   | 5   | 6   | 7   | 8   | 9   | 10  | 11  | 12  | 13  | 14  | 15  | 16  | Body | Umístění |
| ---- | ------------ | ------------------ | ---- | ----------------- | --- | --- | --- | --- | --- | --- | --- | --- | --- | --- | --- | --- | --- | --- | --- | --- | ---- | -------- |
| 1985 | Brabham BT54 | BMW M12/13 1.5 L4T | P    |                   | BRA | POR | SMA | MON | KAN | USA | FRA | GB  | NĚM | RAK | HOL | ITA | BEL | EUR | JAR | AUS | 26   | 5.       |
| 1985 | Brabham BT54 | BMW M12/13 1.5 L4T | P    | Nelson Piquet     | Ret | Ret | 8   | Ret | Ret | 6   | 1   | 4   | Ret | Ret | 8   | 2   | 5   | Ret | Ret | Ret | 26   | 5.       |
| 1985 | Brabham BT54 | BMW M12/13 1.5 L4T | P    | François Hesnault | Ret | Ret | Ret | DNQ |     |     |     |     |     |     |     |     |     |     |     |     | 26   | 5.       |
| 1985 | Brabham BT54 | BMW M12/13 1.5 L4T | P    | Marc Surer        |     |     |     |     | 15  | 8   | 8   | 6   | Ret | 6   | 10  | 4   | 8   | Ret | Ret | Ret | 26   | 5.       |
| 1986 | Brabham BT54 | BMW M12/13 1.5 L4T | P    |                   | BRA | ŠPA | SMA | MON | BEL | KAN | USA | FRA | GB  | NĚM | HUN | RAK | ITA | POR | MEX | AUS | 2    | 9.       |
| 1986 | Brabham BT54 | BMW M12/13 1.5 L4T | P    | Riccardo Patrese  | Ret |     |     |     |     |     |     |     |     |     |     |     |     |     |     |     | 2    | 9.       |